# Sobolewskia
Соболевські — рід квіткових рослин родини капустяних.
Рідний ареал — від Криму і Туреччини до Кавказу . 
Назва роду Sobolewskia походить від ім'я Григорія Федеровича Соболевського (1741–1807), російського військового лікаря, ботаніка та міколога.

## Таксономія
Належить до Еукаріот, царства Рослини, порядок Капустоцвіті, родина Капустяні, рід Соболевські.

## Ботанічний опис
Однорічні чи дворічні трав'янисті рослини. Листя округле, крупногородчасте.
Чашолистки майже простерті, при основі не мішковидні. Пелюстки повернено-овальні, білі, з короткими нігтиками. Тичинки вільні, при основі трохи розширені. Мікроспори сплющено-сфероїдальні, триборозні; борозни широкі; загальна поверхня екзини, а також і мембрана борозен складно-сітчаста. Рильце майже сидяче, просте, точкоподібне. Стручочки нерозкривні, довгасті або булавоподібні, шкірясті, одногніздні, однонасінні або рідше - двонасінні. Насіння довгасте; зародок спинкокорінцевий. 

## Різноманітність
Рід включає 4 види: 
- Sobolewskia caucasica
- Sobolewskia clavata
- Sobolewskia sibirica
- Sobolewskia truncata